# Pont Charles-de-Gaulle
Pont Charles-de-Gaulle (česky Most Charlese de Gaulla) je silniční most přes řeku Seinu v Paříži. Spojuje 12. obvod na pravém břehu a 13. obvod na levém.

## Historie
Vznik tohoto mostu je spojen s obnovou a rozvojem jihovýchodní části Paříže. O výstavbě rozhodla městská rada v roce 1986, aby vzniklo přímé silniční spojení mezi Lyonským a Slavkovským nádražím a ulevilo se Slavkovskému mostu. Stavba začala v roce 1993 a skončila roku 1996.

## Architektura
Most navrhli architekti Louis Arretche a Roman Karasinki. Je postaven z předpjatého betonu a konstrukce spočívá na dvou sloupech. Most je 207,75 metrů dlouhý a široký 31,6 metrů. Šířka nosníku činí 34,90 m.